# Préférence nationale
La préférence nationale est l'idée qu'un certain nombre de droits politiques, économiques ou sociaux soient réservés, exclusivement ou en priorité, aux membres de la nation. De par son caractère discriminatoire, le concept est controversé.
En France, le terme est publié par le Club de l'horloge en 1985,,.  Depuis, il est diffusé et partagé par des groupes et des partis d'extrême droite. Il est proche des concepts de nativisme, et de chauvinisme social,.
Dans leur ouvrage, Jean-Yves Le Gallou et al. défendent et proposent des mesures discriminantes à l'égard des ressortissants étrangers en matière de droits sociaux (logement, emploi, protection sociale, etc.). Ils proposent de leur limiter, voire de leur supprimer l'accès à certains de ces droits. D'après eux, ces mesures auraient des effets bénéfiques aux ressortissants de cet État.
En France, ces mesures de préférence nationale sont, depuis les années 1980, un marqueur du Front national, devenu Rassemblement national.

## Histoire de la préférence nationale

### Fin duXIXesiècleet première moitié duXXesiècle
Les années 1880-1890 voient plusieurs dispositions juridiques limiter les possibilités d'emploi des étrangers en France.
La loi du 8 août 1893, à l’intitulé explicite, puisque « relative au séjour des étrangers en France et à la protection du travail national », oblige ainsi ceux de ces derniers désirant exercer une activité quelconque en France à effectuer à la mairie une déclaration de résidence en justifiant à cette occasion de leur état civil. Les employeurs ont l’interdiction théorique d’employer des étrangers ne s’étant pas mis en conformité avec la nouvelle loi.
Par la suite, les décrets Millerand du 10 août 1899 limitent la proportion de main-d’œuvre non française dans les marchés passés au nom de l’État, ce qui est une première, mais ne sera pas toujours suivi d’effets,.
En France, il faut attendre le milieu des années 1930 pour que l'exercice de certaines professions soit interdit aux étrangers. Cela concerne l'exercice de la médecine d'abord (1933), avant qu'un nombre plus important de professions soient concernées : « ingénieurs, journalistes, sages-femmes, dentistes, vétérinaires, artistes, architectes, experts-comptables, pharmaciens, géomètres-experts, courtiers et agents généraux d'assurance, notaires, huissiers, commissaires-priseurs, administrateurs judiciaires, mandataires liquidateurs ». L'historien Benoît Bréville voit dans ces mesures réservées aux professions libérales un « héritage du corporatisme des années 1930 », dans un contexte d'« afflux de réfugiés issus de milieux intellectuels [qui] inquiète les classes supérieures, qui craignent une concurrence étrangère dont elles étaient jusque-là protégées ». Il relève que « les parlementaires se montrent très réceptifs : en plus de la nationalité française, un diplôme hexagonal sera exigé, excluant de fait de nombreux Français naturalisés. Si les conditions ont été légèrement assouplies depuis, ces professions demeurent soumises à d’importantes restrictions pour les étrangers ».
Roger Salengro, député SFIO, dépose en août 1931 une proposition de loi de « protection de la main d'oeuvre nationale », qui prévoit d'interdire l'entrée des étrangers en France pendant une période limitée, et de fixer un seuil de 10 % de travailleurs étrangers dans les entreprises, mais également un salaire égal entre travailleurs français et étrangers : elle n'est ni discutée ni votée dans l'hémicycle (la SFIO n'étant pas majoritaire) au contraire d'une autre issue de la droite, adoptée le 21 décembre 1931 (sous le gouvernement Pierre Laval) et promulguée le 10 août 1932. Cette loi, qui ne comporte quant à elle pas de volet salarial, prévoit d'interdire pendant une période la venue de nouveaux immigrés, et de limiter la proportion d'étrangers pouvant travailler dans les entreprises — Roger Salengro s'est abstenu sur cette proposition de loi, prenant en séance la défense des travailleurs étrangers et affirmant que ce n'est pas la présence d'immigrés qui crée du chômage. Selon l'historien Serge Berstein, spécialiste de la Troisième République, la position de la gauche de l'époque s'explique par le fait que le patronat français exploite alors activement la main-d'œuvre étrangère, notamment de Pologne et d'Italie, celle-ci lui permettant de faire baisser les salaires des ouvriers : les syndicats souhaitaient donc limiter le nombre d'immigrés venant travailler en France, dans un contexte où les conséquences de la Grande Dépression s'accroissent. À partir des années 1990, le Front national fera couramment référence à une prétendue « loi Salengro » qui aurait instauré la préférence nationale en matière d'emploi, et qui n'a donc jamais existé.
La loi de 1932 s'inscrit dans la lignée de beaucoup d'autres, qui ont pour objectif de limiter le nombre d'étrangers dans le marché du travail : les décrets Millerand, en 1899, et une loi en 1926. La loi ouvrant la voie à des quotas d'étrangers par entreprise ou par secteur, les patrons licencient prioritairement les étrangers dans les secteurs frappés par la crise : des centaines de milliers de Polonais, d'Italiens et de Belges, désormais dépourvus de contrat de travail, sont contraints à rentrer au pays. Cette mesure tend à aggraver la situation économique, selon l'historien Gérard Noiriel : « Avec le chômage, alors même que leurs bénéfices s’effondrent, les maîtres des forges doivent donc faire face à des dépenses d’entretien de la force de travail plus lourdes. La “solution” consistant à renvoyer les immigrés célibataires aggrave le problème, car les patrons se privent ainsi des avantages que représentait la mobilité d’une partie importante de la main-d’œuvre ». L'historien Benoît Bréville ajoute qu'« une fois les étrangers partis, les nationaux ne se sont pas pressés pour se faire embaucher dans les hauts-fourneaux, des emplois dangereux, mal payés, éreintants ».
Après la Seconde Guerre mondiale, en ratifiant la Convention européenne de sauvegarde des droits de l'homme (1950) ainsi qu'en signant le Pacte international relatif aux droits civils et politiques (1966) sous l'égide de l'ONU, la France reconnaît les mêmes droits et libertés qu'elle consacre « à tout individu, étranger ou national, qu'il soit ou non ressortissant de l'un des Etats signataires ». Autrement dit, elle accorde en principe à tous ses habitants les mêmes droits, indépendamment de leur nationalité.

### Sous la Cinquième République: un concept théorisé et poussé par l'extrême droite

#### Émergence de la préférence nationale dans le discours du Front national
Dès 1973, le Front national (FN) diffuse sa première affiche sur l'immigration, sur le slogan « Halte au chômage, Le travail aux Français ». À l'occasion de la campagne des élections législatives de 1978, François Duprat, numéro 2 du FN jusqu'ici peu porté sur l'opposition à l'immigration, parvient à convaincre Jean-Marie Le Pen de faire campagne sur la préférence nationale : celui-ci défend alors une « totale priorité d'emploi » pour les travailleurs français, tandis que son affiche proclame « Les Français d’abord : 1 000 000 de chômeurs c’est 1 000 000 d’immigrés en trop »,. Le slogan est repris en 1980 et 1982 en augmentant le chiffre à 2, puis 3 millions. Le FN entend ainsi tirer profit de la forte hausse du chômage entre 1974 et 1976, à la suite du premier choc pétrolier. L'Obs relève que « le thème s’inscrit dans son temps. Peu avant, Jacques Chirac a déclaré qu’il serait facile de résoudre la question du chômage « dans un pays qui a deux fois plus de travailleurs immigrés que de demandeurs d’emploi » ».

#### Théorisation du concept

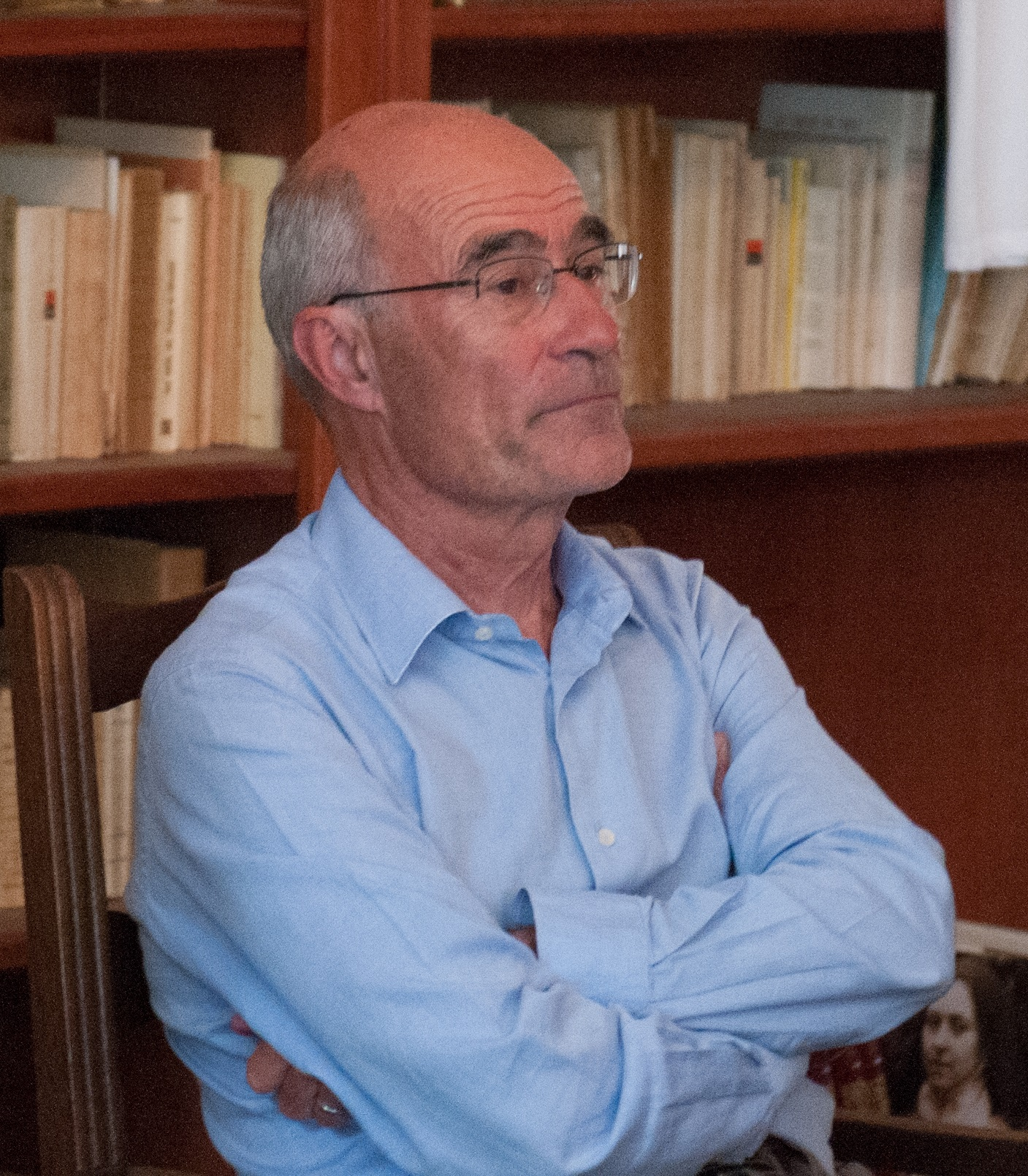
Jean-Yves Le Gallou en 2016.

Le concept est théorisé dans un livre publié en 1985 aux éditions Albin Michel : La Préférence nationale : réponse à l'immigration, principalement rédigé par Jean-Yves Le Gallou pour le compte du Club de l'horloge. Selon l'universitaire Philippe Lamy, auteur d'une thèse sur le Club de l'horloge, « le terme de “préférence nationale” était voulu comme une mise en acceptabilité du vieux slogan de l'extrême droite française, “La France aux Français”, encore scandé dans les manifestations du [parti de Jean-Marie Le Pen] ». L'ouvrage exploite un argumentaire raciste, estimant qu'« à la différence des immigrations européennes, l’immigration maghrébine n’est pas “fongible” : elle ne disparaît ni par le retour ni par la “naturalisation”. […] S’il y a peu de retours, il n’y a pas non plus de véritables naturalisations : ou plus exactement, s’il y a de nombreuses naturalisations dans les statistiques, il y en a peu dans les esprits et dans les cœurs ». L'ouvrage propose deux stratégies : le remplacement du droit du sol par le droit du sang pour l'acquisition de la nationalité, et des mesures décourageant la présence d'étrangers sur son sol, en utilisant l'expression d'« appel d'air » : les auteurs considèrent ainsi que « les allocations versées périodiquement » comme les prestations familiales devraient leur être interdites, car « trop directement incitatrices ».

#### Montée en importance du concept
Le concept devient « le principal marqueur » du FN selon Philippe Lamy, « la mesure emblématique de son programme » selon l'universitaire Cécile Alduy. D'après le politologue Jean-Yves Camus, « loin d'avoir été imposée par lui [Jean-Yves Le Gallou], ou par un quelconque « lobby » néodroitier, elle fait alors et fait toujours l'unanimité au sein du parti, même lorsque celui-ci s'élargit en 1986, sous le nom de Rassemblement national, à des notables, transfuges de parti de droite. De même, elle n'a jamais posé problème à l'aile nationale-catholique du FN ».
Dans les années 1980, le RPR entend réserver une allocation supplémentaire à partir du troisième enfant aux seuls Français, mais la mesure n'est pas été retenue dans la plateforme commune entre le RPR et l'UDF, conclue en 1985 pour les élections législatives de l'année suivante. La droite au pouvoir a ensuite été tentée, sans défendre ouvertement la préférence nationale, de contourner le critère de nationalité, illégal, pour la mettre en œuvre, par exemple en allongeant la condition d'antériorité de titre de séjour. Dans Mediapart, Fabien Escalona relève que « plusieurs cadres importants [de la droite] ont témoigné à Jean-Yves Le Gallou de leur intérêt pour ses propositions, dont certains ont défendu des versions modérées. C’est par exemple le cas d’Alain Juppé, s’exprimant en novembre 1985, dans la Revue parlementaire, en faveur d’un « congé parental rémunéré pour le troisième enfant, réservé aux seuls nationaux » ». Toutefois, selon Cécile Alduy, « les personnalités qui ont légitimé la préférence nationale ont en général vite rejoint le FN ou ont été écartées de leurs partis » : le concept marque ainsi « la limite entre partis républicains, respectueux de la Constitution qui établit l’égalité devant le droit des habitants du pays, et le FN devenu Rassemblement national ».
Lors de la législature 1986-1988, les députés FN déposent la proposition no 184 proposant l'introduction de la préférence nationale pour l'emploi. La réforme prévoit de « réduire le travail étranger saisonnier, de mettre fin à l'impunité du travailleur étranger et de poursuivre leurs employeurs, de reconduire les chômeurs étrangers en fin de droits à la frontière, de réserver les allocations de fins de droits aux chômeurs français », créer « une taxe sur l'emploi étranger » et rétablir « le français comme langue de communication publique » dans l'entreprise. Elle n'a jamais été discutée à l'Assemblée nationale.

#### Évolutions législatives et confrontations judiciaires
Par sa décision du 22 janvier 1990, le Conseil constitutionnel sanctionne une loi qui entendait réserver l'allocation supplémentaire du Fonds national de solidarité aux seuls étrangers bénéficiaires de conventions internationales de réciprocité : il reconnaît ainsi l'applicabilité du principe constitutionnel d'égalité aux étrangers en matière de protection sociale,. Quelques années plus tard, le Code de la sécurité sociale est modifié pour supprimer les différences de traitement dérogeant à ce principe.
En janvier 1998, le conseil municipal frontiste de Vitrolles, dirigé par Catherine Mégret, instaure une allocation de naissance d'un montant de 5 000 F (762 €) allouée aux enfants de parents français ou ressortissants de l'Union européenne. Cette mesure vaut alors à Catherine Mégret d'être condamnée à trois mois de prison avec sursis pour discrimination, avec une amende de 15 245 € et deux ans d'inéligibilité,.
Le 31 mai 2011, le ministre de l'Intérieur Claude Guéant publie une circulaire, dite circulaire Guéant, qui limite les possibilités pour les étrangers non ressortissants de l'Union européenne ayant fait leurs études en France de travailler dans le pays. Les préfectures pouvaient ainsi refuser d'accorder un permis de travail à un étranger employé par une entreprise, au motif que des Français ayant le même type de diplôme sont au chômage. Après certaines affaires médiatisées, un collectif dit collectif du 31 mai s'oppose à cette préférence nationale, comptant la participation de plusieurs présidents d'université et chercheurs renommés. Cette mesure fut un cas particulier de la préférence nationale établie dans le cadre de l'immigration professionnelle. Bien que la circulaire Guéant ait été abrogée, le dispositif général est resté en place. Celui-ci force une entreprise voulant recruter un étranger hors-UE à prouver en quoi ses recherches furent infructueuses sur le marché de l'emploi. Les métiers « sous tension » offrant un recrutement libre des étrangers sont un cas d'exception, et non la règle. La circulaire du 31 mai 2011 restreignait ces exceptions.
Par ailleurs, les conditions se durcissent pour l'accès des étrangers à certaines prestations : il faut justifier de cinq ans pour prétendre au revenu de solidarité active (RSA), contre trois ans pour l'ancien revenu minimum d'insertion (RMI) ; par ailleurs, la durée de séjour minimale pour toucher l'allocation de solidarité aux personnes âgées (ASPA, ou minimum vieillesse) est passée d'un an à trois ans en 2006, puis à dix ans en 2011.

#### Des années 2010 à aujourd'hui
En 2012, le concept est reformulé par Marine Le Pen en « priorité nationale ». Lors des élections nationales de 2012, l'universitaire Gilles Ivaldi relève chez le FN « une baisse significative du pourcentage de mesures de redistribution explicitement adossées à l'exigence du critère de « préférence nationale » : entre 1984 et 2007, un quart en moyenne de ces politiques étaient conditionnées à la nationalité des bénéficiaires. En 2012, cette proportion tombe à 9 % ». Lors de la campagne présidentielle, Nicolas Sarkozy déclare : « Je suis pour la préférence communautaire, mais je ne vois pas pourquoi on ne pourrait pas être pour la préférence nationale ».
D'après l'universitaire Joël Gombin, l'acceptation de la préférence nationale au sein de la société française est stable (entre 20 et 25 %) durant les quinze premières années du XXIe siècle. Une étude OpinionWay réalisée en février 2007 indique que 36 % des sondés estiment que Jean-Marie Le Pen a « raison » de vouloir réserver les aides sociales uniquement aux Français « par application de la préférence nationale ». Selon Libération, « tout dépend comment la question est posée. En 2019, une enquête Ipsos révélait que 54 % des Français estiment que « quand les emplois sont rares, les employeurs devraient embaucher en priorité les nationaux plutôt que les immigrés ». Dans une étude Harris interactive réalisée pour la Maison des potes en mars dernier, on découvre que 89 % des Français sont pour « à travail égal, garantir la même rémunération et la même retraite pour toutes les personnes travaillant dans [leur] pays, quelle que soit leur nationalité ». Enfin, selon la vaste consultation sur les 18-30 ans réalisée par l’Ifop, en septembre [2021], pas moins de trois jeunes sur quatre sont favorables à la préférence nationale pour l’emploi ».
À l'occasion de la campagne des élections municipales de 2014, Steeve Briois supervise un Petit Guide pratique de l'élu municipal FN qui enjoint notamment les futurs élus à l'« application de la priorité nationale dans l’accès aux logements ». L'association antiraciste la Maison des potes le poursuit sur ce motif pour « complicité de provocation publique à la discrimination ». Les maires FN élus à cette occasion tentent de décliner la notion à travers une « préférence communale ».
Dans le courant des années 2010, Jean-Yves Le Gallou abandonne son concept de préférence nationale au profit d'une nouvelle idée : la « préférence de civilisation », ou « préférence européenne ».
En 2017, la création du Bastion social a remis sur le devant de la scène le thème de préférence nationale, par la distribution de nourriture et vêtements sur présentation de la carte d'identité française ainsi que par l'occupation de bâtiments à Lyon et dans la périphérie de Strasbourg.
En 2019, une étude de l'institut Ipsos pose la question si, dans un contexte où les emplois sont « rares », les employeurs devraient embaucher en priorité les nationaux plutôt que les immigrés. 54 % des Français se disent d'accord avec cette proposition (trois points de plus qu'en 2016). Avec ce pourcentage, la France se situe en dessous de la moyenne des pays interrogés puisque 60 % des interrogés estiment que les entreprises doivent privilégier les nationaux. Les Serbes (82 %), les Russes (81 %), les Hongrois (75 %) ou encore les Turcs (73 %) seraient les plus en phase avec cette affirmation.
Lors de la campagne présidentielle de 2022, la préférence nationale est défendue par Marine Le Pen et Éric Zemmour : l'historien Nicolas Lebourg estime cependant qu'ils « la réduis[e]nt peu ou prou aux questions des prestations sociales, du logement, etc., alors que Jean-Yves Le Gallou proposait qu’une entreprise puisse exiger la nationalité française pour l’embauche ou qu’elle puisse licencier en priorité les travailleurs étrangers. Mme Le Pen veut expulser les étrangers ne travaillant pas depuis un an, quand M. Zemmour met le plafond à six mois ». Dans le cadre du congrès des Républicains de 2021, Éric Ciotti défend également l'élargissement de la préférence nationale « à tous les emplois publics et privés, comme c’est le cas en Suisse ou à Monaco ».
En 2023, pour l'économiste Antoine Math, la loi asile et immigration est une loi de « préférence nationale déguisée ». Le groupe Rassemblement national, d'abord opposé au projet de loi qu'il juge trop laxiste, finit par le voter et salue une « victoire idéologique ». Le théoricien de la préférence nationale, Jean-Yves Le Gallou, se réjouit de l'adoption de cette loi et estime qu'« aujourd’hui, le choc du réel balaie des points jadis considérés comme infranchissables ». Le Monde, comparant plusieurs mesures du texte de loi avec le programme du RN en 2022, estime que si celles-ci « ne vont pas aussi loin que ce que voudrait Marine Le Pen, le gouvernement a mis le doigt dans un engrenage que le Rassemblement national, s’il était amené à prendre le pouvoir, pourrait facilement exploiter ».
En février 2024, Mediapart révèle des enregistrements ultérieurs à la promulgation de la loi asile et immigration dans lesquels des bénévoles d'associations d'aide aux exilés se voient refuser toute assistance par la plateforme téléphonique du SAMU social, avec des indications explicites de la part de leurs interlocuteurs que le SAMU social ne prend pas en charge les migrants. Pour Mediapart, il s'agit d'une mise en œuvre de la préférence nationale.
Le 11 avril 2024, le Conseil constitutionnel rejette une proposition de référendum d'initiative partagée demandé par Les Républicains pour mettre en place une « priorité nationale » visant à limiter l'accès des étrangers aux prestations sociales (aides au logement, allocations familiales…), le parti de droite cherchant à reprendre partiellement les mesures censurées dans la  loi asile et immigration,. Les Sages du Conseil estiment que cette proposition est contraire au préambule de la Constitution de 1946, notamment deux alinéas qui « impliquent la mise en œuvre d’une politique de solidarité nationale en faveur des personnes défavorisées ».

## Commentaires
Pour Joël Gombin, « la force de cette approche est de parvenir à lier des prises de position de nature économique à des enjeux d’ordre identitaire – « les allocations pour les Français » –, moraux – la dénonciation de « l’assistanat » conjuguée à la défense du principe de l’État-providence – et politiques – la souveraineté comme principe directeur de la politique macro-économique ».
En 2019, selon l'Observatoire des inégalités, plus de cinq millions d'emplois demeurent inaccessibles aux étrangers non européens en France, soit plus d'un emploi sur cinq : en effet, les étrangers extracommunautaires ne peuvent être recrutés dans la fonction publique — sauf en cas de pénurie —, tandis que les postes dits « de souveraineté » (police, justice, défense, diplomatie…) sont strictement réservés aux titulaires de la nationalité française. Le secteur privé compte de son côté une cinquantaine de restrictions : les professions régies par un monopole public ou celles détentrices de pouvoirs d'officier de police judiciaire, d'état civil et ministériel (notaires, huissiers…) sont réservées aux Européens. Par ailleurs, la sélection se fait par le diplôme (français, ou son équivalence, en général difficile à obtenir) dans certains métiers à autorisation préalable, et certains dispositifs favorisent la main-d'œuvre locale, et l'opposabilité de la situation de l'emploi implique que l'administration puisse refuser à un étranger l'autorisation de travailler si elle estime que le niveau de chômage est trop important. Seuls les métiers en tension ont ainsi le droit de recruter à l'étranger,.
Selon l'historien Benoît Bréville, « le durcissement continu de l’accès aux prestations sociales n’a eu aucun effet sur le volume des flux migratoires car, comme le savent les spécialistes des migrations, les déplacements de population sont essentiellement déterminés par les raisons de partir de chez soi (facteurs de push), tandis que celles d’aller vers une destination (facteurs de pull) jouent surtout pour les migrants très qualifiés, qui font le voyage pour un poste précis ou pour une place dans une université — les médias parlent alors d’« expatriés ». Ainsi, un pays au système social peu généreux comme les États-Unis n’en voit pas moins arriver chaque année des centaines de milliers d’étrangers ; et personne ne quitte famille et amis pour s’installer en France dans l’espoir de toucher l’aide personnalisée au logement (APL). Reposant sur un mythe — l’étranger chasseur d’allocations —, la préférence nationale ne saurait déterminer les flux migratoires ».
Jean Tirole, Prix de la Banque de Suède en sciences économiques, estime, au regard du programme de Marine Le Pen, que son postulat selon lequel « les étrangers coûtent cher » est « faux » : « Les études montrent que les étrangers ne « coûtent rien » : la somme dépensée pour leurs prestations sociales est compensée par les cotisations qu’ils paient sur le travail. Une telle politique engendrerait même des coûts supplémentaires ». Il considère également que la France bénéficie de la main-d'œuvre étrangère qui « permet à des secteurs entiers de fonctionner ».
Selon l'universitaire Bertrand-Léo Combrade, sa tentative d'introduction dans la Constitution, comme le souhaite le RN, « serait confrontée à deux obstacles constitutionnels » : d'une part, « un vote en termes identiques par l’Assemblée nationale et le Sénat » avant que la proposition soit soumise à référendum ou au Congrès ; d'autre part, l'article 89 alinéa 5 de la Constitution, selon lequel « la forme républicaine du gouvernement ne peut faire l'objet d'une révision », formulation qui « pourrait être interprétée plus largement comme faisant obstacle à la remise en cause des principes directeurs du régime républicain » dont ferait partie le principe d'égalité. Selon Libération, l'inscription dans le droit de la préférence nationale irait également à l'encontre de la Charte des droits fondamentaux de l'Union européenne, qui contient le principe : à travail égal, salaire égal et mêmes droits.

## Préférence régionale assimilée à la préférence nationale
La préférence régionale, une pratique en cours dans divers territoires d'Outre-mer et un objet de revendication à La Réunion, fait également l'objet de critiques de la part de ceux qui y voient une forme de discrimination, assimilable à la préférence nationale brandie par le Front national.
Les Corses ont un recrutement préférentiel dans les emplois de la fonction publique insulaire (par exemple, affectation des jeunes professeurs titularisés), de même qu'à la Société nationale maritime Corse Méditerranée (thème apparu dans les médias lors du conflit social de 2004). Cette préférence est défendue par les organisations nationalistes corses, qui parlent de « corsisation » des emplois ou de « lutte contre la décorsisation ». Elle est assimilée à la « préférence nationale » par des partis politiques et certains commentateurs, ainsi que par la géographe Marianne Lefevre.
Ce thème apparaît aussi dans les programmes de groupes nationalistes corses (qui évoquent la « corsisation »).
En 1999, le conseil régional de Bretagne a conditionné certaines aides à la naissance dans la région au fait d'être né en Bretagne ou d'y résider depuis plus de deux ans. Pour l'hebdomadaire Charlie Hebdo, il s'agit d'une mesure de « préférence régionale » visant à satisfaire les nationalistes bretons, assimilable à la « préférence nationale du FN ».